# Lista chorążych reprezentacji Szwajcarii na igrzyskach olimpijskich
Lista chorążych reprezentacji Szwajcarii na igrzyskach olimpijskich – lista zawodników i zawodniczek reprezentacji Szwajcarii, którzy podczas ceremonii otwarcia nowożytnych igrzysk olimpijskich nieśli flagę Szwajcarii.

## Chronologiczna lista chorążych
| Lp. | Rok i miejsce           | Chorąży                     | Dyscyplina                                                |
| --- | ----------------------- | --------------------------- | --------------------------------------------------------- |
| 1   | 1896, Ateny             | b.d.                        |                                                           |
| 2   | 1900, Paryż             | b.d.                        |                                                           |
| 3   | 1904, Saint Louis       | b.d.                        |                                                           |
| 4   | 1908, Londyn            | b.d.                        |                                                           |
| 5   | 1912, Sztokholm         | b.d.                        |                                                           |
| 6   | 1920, Antwerpia         | Luigi Antognini             | Lekkoatletyka                                             |
| 7   | 1924, Charnonix         | b.d.                        |                                                           |
| 8   | 1924, Paryż             | b.d.                        |                                                           |
| 9   | 1928, Sankt Moritz      | Hans Eidenbenz              | Kombinacja norweska, Skoki narciarskie, Biegi narciarskie |
| 10  | 1928, Amsterdam         | b.d.                        |                                                           |
| 11  | 1932, Lake Placid       | b.d.                        |                                                           |
| 12  | 1932, Los Angeles       | Paul Martin                 | Lekkoatletyka                                             |
| 13  | 1936, Innsbruck         | b.d.                        |                                                           |
| 14  | 1936, Berlin            | Paul Martin                 | Lekkoatletyka                                             |
| 15  | 1948, Sankt Moritz      | Felix Endrich               | Bobsleje                                                  |
| 16  | 1948, Londyn            | Armin Scheurer              | Lekkoatletyka                                             |
| 17  | 1952, Oslo              | Ulrich Poltera              | Hokej na lodzie                                           |
| 18  | 1952, Helsinki          | Walter Lehmann              | Gimnastyka sportowa                                       |
| 19  | 1956, Cortina d'Ampezzo | Georges Schneider           | Narciarstwo alpejskie                                     |
| 20  | 1956, Sztokholm         | b.d.                        |                                                           |
| 21  | 1960, Squaw Valley      | Andreas Däscher             | Skoki narciarskie                                         |
| 22  | 1960, Rzym              | August Hollenstein          | Strzelectwo                                               |
| 23  | 1964, Innsbruck         | Hans Ammann                 | Biegi narciarskie                                         |
| 24  | 1964, Tokio             | Peter Laeng                 | Lekkoatletyka                                             |
| 25  | 1968, Grenoble          | Alois Kälin                 | Kombinacja norweska, Biegi narciarskie                    |
| 26  | 1968, Meksyk            | Paul Weier                  | Jeździectwo                                               |
| 27  | 1972, Sapporo           | Edmund Bruggmann            | Narciarstwo alpejskie                                     |
| 28  | 1972, Monachium         | Urs von Wartburg            | Lekkoatletyka                                             |
| 29  | 1976, Innsbruck         | Werner Camichel             | Bobsleje                                                  |
| 30  | 1976, Montreal          | Christian Kauter            | Szermierka                                                |
| 31  | 1980, Lake Placid       | Marie-Theres Nadig          | Narciarstwo alpejskie                                     |
| 32  | 1980, Moskwa            | występ pod flagą olimpijską |                                                           |
| 33  | 1984, Sarajewo          | Erika Hess                  | Narciarstwo alpejskie                                     |
| 34  | 1984, Los Angeles       | Christine Stückelberger     | Jeździectwo                                               |
| 35  | 1988, Calgary           | Michela Figini              | Narciarstwo alpejskie                                     |
| 36  | 1988, Seul              | Cornelia Bürki              | Lekkoatletyka                                             |
| 37  | 1992, Albertville       | Vreni Schneider             | Narciarstwo alpejskie                                     |
| 38  | 1992, Barcelona         | Daniel Giubellini           | Gimnastyka sportowa                                       |
| 39  | 1994, Lillehammer       | Gustav Weder                | Bobsleje                                                  |
| 40  | 1996, Atlanta           | Stefan Schärer              | Piłka ręczna                                              |
| 41  | 1998, Nagano            | Guido Acklin                | Bobsleje                                                  |
| 42  | 2000, Sydney            | Thomas Frischknecht         | Kolarstwo                                                 |
| 43  | 2002, Salt Lake City    | Gian Simmen                 | Snowboarding                                              |
| 44  | 2004, Ateny             | Roger Federer               | Tenis ziemny                                              |
| 45  | 2006, Turyn             | Philipp Schoch              | Snowboarding                                              |
| 46  | 2008, Pekin             | Roger Federer               | Tenis ziemny                                              |
| 47  | 2010, Vancouver         | Stéphane Lambiel            | Łyżwiarstwo figurowe                                      |
| 48  | 2012, Londyn            | Stanislas Wawrinka          | Tenis ziemny                                              |
| 49  | 2014, Soczi             | Simon Ammann                | Skoki narciarskie                                         |
| 50  | 2016, Rio de Janeiro    | Giulia Battulga             | Gimnastyka                                                |
| 51  | 2020, Tokio             | Mujinga Kambundji           | Lekkoatletyka                                             |
| 51  | 2020, Tokio             | Max Heinzer                 | Szermierka                                                |
| 52  | 2022, Pekin             | Wendy Holdener              | Narciarstwo alpejskie                                     |
| 52  | 2022, Pekin             | Andres Ambühl               | Hokej na lodzie                                           |